# Aurèle Amenda
Aurèle Amenda, né le 31 juillet 2003 à Bienne en Suisse, est un footballeur suisse, qui évolue au poste de défenseur central à l'Eintracht Francfort.

## Biographie

### En club

#### Début dans le football
Né à Bienne en Suisse, Aurèle Amenda commence le football dans le club local du FC Etoile Bienne avant d'être formé par le BSC Young Boys. Il fait sa première apparition aux entraînements de l'équipe première en 2021, signant également son premier contrat professionnel le 21 décembre 2021, le liant au club jusqu'en juin 2025, et est intégré à l'équipe première à partir de janvier 2022. Amenda est alors considéré comme l'un des grands espoirs du club et du football suisse.

#### Young Boys (2022-2024)
Il joue son premier match en professionnel le 13 février 2022, lors d'une rencontre de Super League contre le FC Bâle. Il entre en jeu et son équipe s'impose par trois buts à un.
Amenda remporte son premier titre en étant sacré champion de Suisse lors de cette saison 2022-2023. Il s'agit du seizième titre de l'histoire du club dans cette compétition,. Il remporte aussi la Coupe de Suisse avec YB, le 4 juin 2023.
En février 2024, il est annoncé qu'il quittera le BSC Young Boys (était sous contrat avec le club jusqu'au 30 juin 2025) en juin pour rejoindre l'Eintracht Francfort,.
Lors de cette saison 2023-2024 il est sacré champion de Suisse pour la deuxième fois, les Young Boys remportant leur 17e championnat de Suisse.

#### Eintracht Francfort (depuis 2024)
Aurèle Amenda s'engage pour cinq ans, soit jusqu'en juin 2029, avec l'Eintracht Francfort,.

### En sélection
Aurèle Amenda représente l'équipe de Suisse des moins de 17 ans, jouant six matchs, tous en 2019 et dont deux en tant que capitaine.
Aurèle Amenda joue son premier match avec l'équipe de Suisse espoirs le 28 mars 2023 face à Israël. Il entre en jeu à la place de Bećir Omeragić lors de cette rencontre remportée par les siens (2-0 score final).

## Palmarès

### En club
BSC Young Boys (2) :
- Champion de Suisse
  - 2022-2023 et 2023-2024
- Coupe de Suisse (1) :
  - 2022-2023